# Ensenada Ramos
Die Ensenada Ramos (spanisch; englisch inoffiziell Ramos Cove) ist eine Nebenbucht der Discovery Bay von Greenwich Island im Archipel der Südlichen Shetlandinseln. Sie liegt zwischen den Landspitzen Fierro Point und Correa Point im Südteil der Bucht.
Wissenschaftler der 1. Chilenischen Antarktisexpedition (1946–1947) benannten sie nach einem Signalgast, der zur Besatzung auf der Iquique bei dieser Forschungsreise gehört hatte.